# Рыльский, Константин Иосифович
Константи́н Ио́сифович Ры́льский (12 мая 1871, Москва — 1921) — русский генерал-майор, герой Первой мировой войны.

## Биография
Православный.
Окончил 1-й Московский кадетский корпус (1889) и 3-е военное Александровское училище (1891), выпущен подпоручиком в Таврический 6-й гренадерский полк.
Чины: поручик (1894), штабс-капитан (1900), капитан (1902), подполковник (1905), полковник (1909), генерал-майор (1914).
В 1900 году окончил Николаевскую академию Генерального штаба (по 1-му разряду).
Служил старшим адъютантом штаба Финляндского военного округа (1900—1901) и обер-офицером для поручений при штабе того же округа (1901—1904). В 1902—1903 годах отбывал цензовое командование ротой в 1-м Финляндском стрелковом полку.
Затем состоял помощником старшего адъютанта (1904—1905) и старшим адъютантом (1905—1913) штаба войск Гвардии и Петербургского военного округа. В 1910 году отбывал цензовое командование батальоном в 148-м пехотном Каспийском полку.
14 августа 1913 года был назначен начальником штаба 1-й гвардейской пехотной дивизии, с которой вступил в Первую мировую войну. Был награждён орденом Святого Георгия 4-й степени
За то, что отлично и мужественно исполнял обязанности начальника штаба дивизии в боях 3-го, 4-го, 5-го и 6-го ноября 1914 г. в районе дер. Сулашев, п. Скала, д. Ржеплин, когда проявил исключительную доблесть и, когда на дивизию, растянутую по фронту на 16 верст, с трех сторон обрушились заведомо превосходные силы неприятеля, самоотверженно лично произвел разведку под сильным огнём противника и этим дал возможность правильно распределять силы дивизии, что привело к полному успеху, и все атаки превосходных сил противника были отбиты.
и Георгиевским оружием
За то, что в период боев с 20 авг. по 2 сент. 1914 г., находясь неоднократно под действительным огнём противника, верными и точными докладами освещал начальнику дивизии боевую обстановку, что давало возможность принимать верные решения, ведущие к выигрышу боевых столкновений. Своей распорядительностью 25 авг.  ночью лично поставил 2 баталиона лейб-гвардии Семеновского полка у дер. Гельчев, чем помешал австрийцам сделать прорыв.

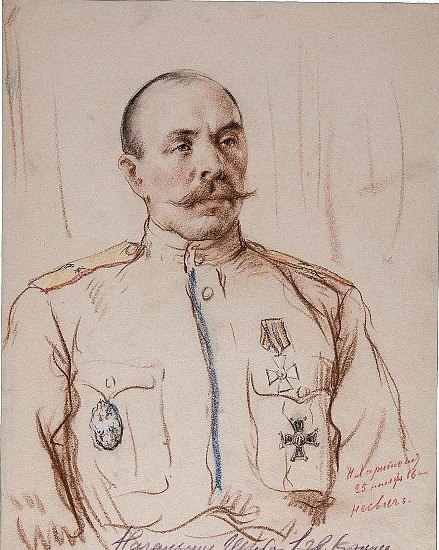
Портрет генерал-майора Константина Иосифовича Рыльского. 1916.

В октябре—декабре 1914 командовал 148-м пехотным Каспийским полком. С 20 декабря 1914 командовал лейб-гвардии Гренадерским полком, в 1915 году был произведен в генерал-майоры с утверждением в должности. С 21 декабря 1915 по 6 апреля 1917 был начальником штаба 1-го гвардейского корпуса.
В 1917 году командовал 154-й пехотной дивизией (апрель), 2-й гвардейской пехотной дивизией (апрель—июль) и 122-й пехотной дивизией (июль—август). 26 августа 1917 был назначен и.д. начальника штаба 12-й армии.
В 1918 году добровольно вступил в РККА. Состоял помощником начальника Всероссийского Главного штаба РВСР. В марте 1920 был назначен начальником информационного отделения Оперативного управления Полевого Штаба РВСР. В том же году арестовывался ЧК. С февраля по сентябрь 1921 года возглавлял Управление по обучению и подготовке войск Штаба РККА.
17 октября 1921 был арестован органами ЧК, заключен во внутреннюю тюрьму ЧК. 15 ноября был отправлен в Архангельский лагерь. Расстрелян.

## Награды
- Орден Святого Станислава 3-й ст. (1900);
- Орден Святой Анны 3-й ст. (1904);
- Орден Святой Анны 2-й ст. (1906);
- Орден Святого Владимира 4-й ст. (1908) с мечами и бантом (1915);
- Орден Святого Владимира 3-й ст. (1912);
- Орден Святого Георгия 4-й ст. (ВП 31.01.1915);
- Орден Святого Станислава 1-й ст. с мечами (1915);
- Георгиевское оружие (ВП 03.02.1915);
- Орден Святой Анны 1-й ст. с мечами (1916);
- Высочайшее благоволение (за боевые отличия, ВП 23.01.1916);
- Орден Святого Владимира 2-й ст. с мечами (1916).